# 萧道德
萧道德（1899年—1935年），江西吉安人。中国共产党早期领导人。

## 生平
1925年，加入中国共产党。少时当学徒做工，稍长当码头工人。1925年参加工人运动。1926年被选为吉安码头工会委员长，带领码头工人积极参加吉安地区反帝反封建斗争。1927年国共合作破裂后，1928年任中共赣西特委委员兼吉安水东区区委书记，参与组织发动赣西农民武装运动；1930年3月，被选为中共赣西南特委委员，常务委员，担任特委职工运动委员会书记。同时当选赣西南苏维埃政府执行委员、常务委员，5月任代理主席。
同年10月当选江西省苏维埃政府执行委员，担任江西省赤色总工会委员长。1931年1月，出席上海中共第四届四中全会。返回苏区后，受王明影响，未再担任重要领导工作，继续从事工人运动。1934年10月参加中央红军长征。后牺牲。1935年阵亡。